# Narodowe Muzeum Morskie w Hajfie
Narodowe Muzeum Morskie (hebr. ‏המוזיאון הימי הלאומי‎) – muzeum prezentujące 5 tysięcy lat historii związanej z morzem i obejmującej obszar basenu Morza Śródziemnego, Morza Czerwonego i Nilu. Znajduje się u podnóża góry Karmel w Hajfie (Izrael), tuż obok bazy izraelskiej marynarki wojennej.
Muzeum zostało założone w 1953 i początkowo opierało się na prywatnej kolekcji jego założyciela i pierwszego dyrektora, Aryeh Ben-Eli. W 1972 wybudowano obecny budynek muzeum. Zbiory muzeum należą do największych kolekcji archeologicznych w Izraelu. Podzielone są na działy, m.in.: archeologia podmorska, sztuka morska, mitologia morska, przyrządy naukowe (kolekcja rodziny Landau), kartografia i druki, bitwy morskie.
Na parterze znajdują się ekspozycje tymczasowe, biblioteka oraz warsztaty naukowe. Górne piętra zajmują stałe ekspozycje.